# 보아디야 센트로역
보아디야 센트로 역(스페인어: Boadilla Centro)은 마드리드 경전철 3호선의 역이다. 마드리드 지방 보아디야델몬테 시 중심부에 인접해 있으며, 마하다온다 도로에서 알베르카 거리, 나헤라 거리와 만나는 교차로 부근에 위치해 있다. 요금구역상으로는 B2구역에 속한다.

## 역사
2007년 7월 27일 마드리드 경전철 3호선의 개통과 함께 문을 열었다.

## 환승 정보
역 주변에 버스 정류장이 두 곳 있다.
버스
- 보아디야델몬테 시내버스
  - 1, 2, 3번 노선 (주간)
- 시외버스
  - 566, 567, 571, 573, 574, 575번 노선 (주간)
  - N905번 노선 (야간)

경전철
| 마드리드 경전철                    | 마드리드 경전철       | 마드리드 경전철                  |
| ---------------------------------- | --------------------- | -------------------------------- |
| 페리알 델 보아디야 콜로니아 하르딘 | 마드리드 경전철 3호선 | 누에보 문도 푸에르타 데 보아디야 |